# Березники (Александровский район)
Березники́ — упразднённая деревня в Александровском районе Владимирской области России.

## География
Урочище находится в северо-западной части области, в зоне хвойно-широколиственных лесов, вблизи истока реки Киржач, к западу от автодороги 17Н-19, на расстоянии примерно 24 километров (по прямой) к северо-востоку от города Александрова, административного центра района.

### Климат
Климат характеризуется как умеренно континентальный, с умеренно тёплым летом, холодной зимой, короткой весной и облачной, часто дождливой осенью. Среднегодовая температура воздуха — +3,4 °C. Годовое количество атмосферных осадков — 549 миллиметров, из которых большая часть выпадает в тёплый период.

## История
В «Списке населенных мест Владимирской губернии по сведениям 1859 года» населённый пункт упомянут как деревня Александровского уезда, расположенная при колодцах, по левую сторону от просёлочного тракта из Александрова в Юрьев, в 29 верстах от уездного города. В деревне насчитывался 21 двор и проживало 160 человек (67 мужчин и 93 женщины).
По состоянию на 1905 год, в Березниках имелось 27 дворов и проживало 199 человек. В административном отношении деревня входила в состав Андревско-Годуновской волости.
В советское время входила в состав Годуновского сельсовета Александровского района (в период с 1941 до 1965 годы — в составе Струнинского района). Упразднена решением облисполкома № 319 от 16 мая 1986 года как фактически не существующая.